# Stationsplein (Jekaterinenburg)

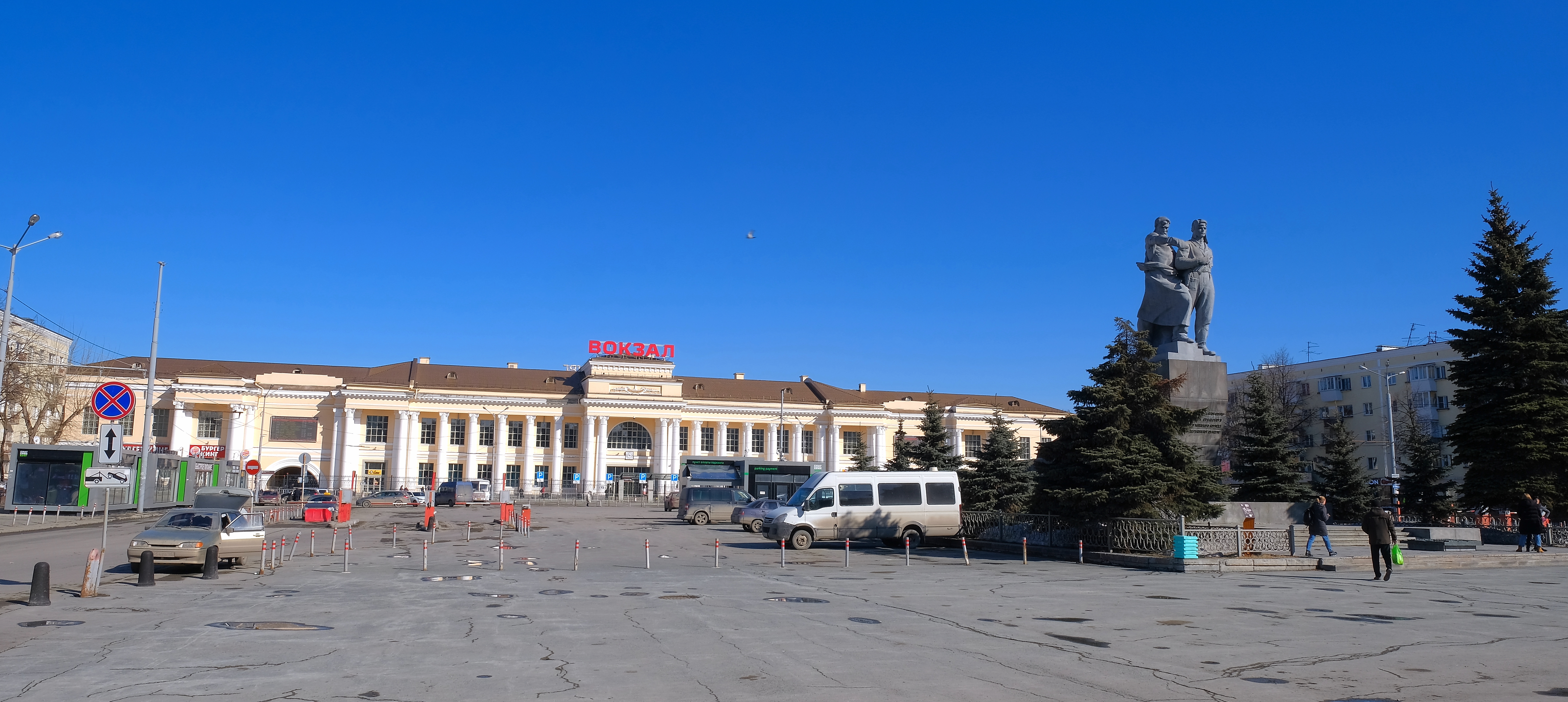
Stationsplein

Het Stationsplein (Russisch: Привокзальная Площадь; Privokzalnaja Plosjtsjad) is een plein in de Russische stad Jekaterinenburg en is gelegen in de woonwijk Vokzalny van het administratieve district Zjeleznodorozjny. Het gebied is in het noorden begrensd door het complex van treinstationgebouwen en de Vokzalnaja-straat, in het westen en oosten door woongebouwen van vijf verdiepingen, in het zuiden door de Tsjeljoeskintsev-straat.
In 1962 werd op het plein een monument opgericht voor de soldaten van het Oeral Vrijwilligers Pantserkorps. Het monument is gemaakt in de vorm van een compositie van twee figuren: een oude Oeral-arbeider, die de Oeral verpersoonlijkt, en een jonge tanksoldaat die het Moederland verdedigt. Beide figuren zijn gemonteerd op een voetstuk dat lijkt op een tankkoepel.